# 갈락토세레브로사이드

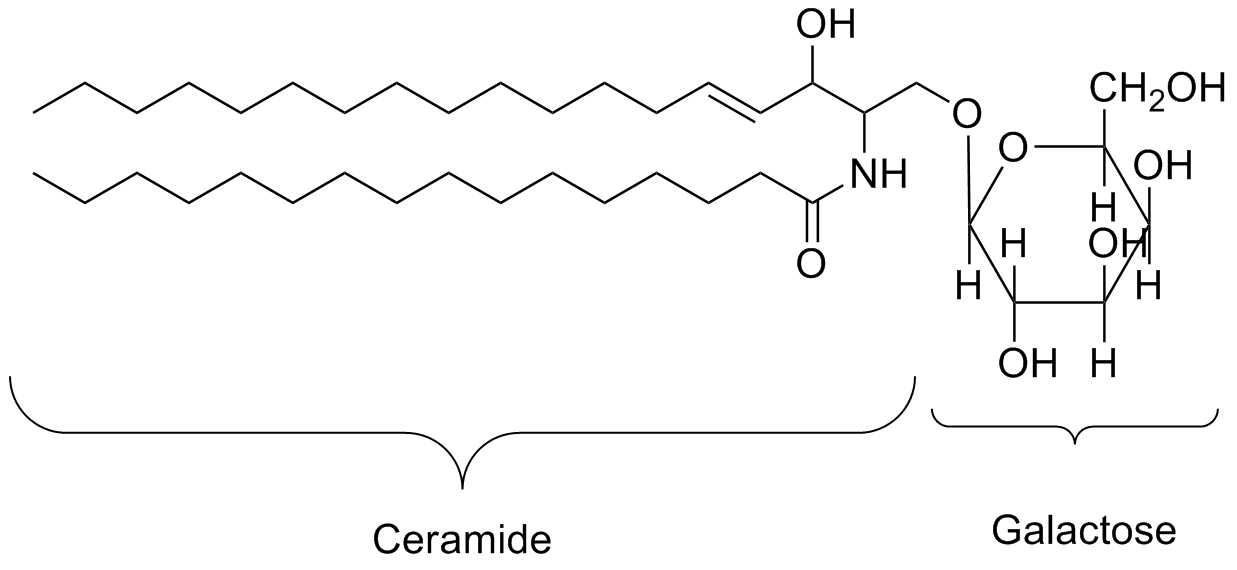
갈락토세레브로사이드의 구조

갈락토세레브로사이드(영어: galactocerebroside) 또는 갈락토실세라마이드(영어: galactosylceramide)는 세라마이드의 1번 탄소의 하이드록시기 부분에 갈락토스 잔기가 결합된 세레브로사이드의 한 종류이다.
갈락토세레브로사이드의 갈락토스 잔기는 갈락토실세라미데이스에 의해 분해된다.
갈락토세레브로사이드는 미엘린을 형성하든 아니든 뇌의 희소 돌기 아교 세포에 대한 표지자이다.

## 추가 이미지

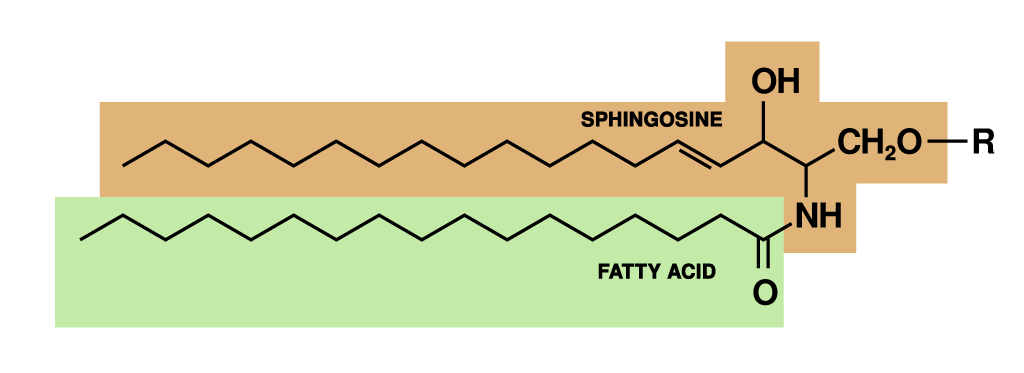
스핑고지질
글루코스

## 같이 보기
- 세레브로사이드
- α-갈락토실세라마이드
- 크라베병
- 미엘린